# 愛媛県県民文化会館
愛媛県県民文化会館（えひめけんけんみんぶんかかいかん）は、愛媛県松山市にある西日本最大級の多目的ホール。設計者は丹下健三。

## 概要
1977年（昭和52年）に1万人程度ができる施設を実現するために、愛媛経済同友会の文化情報委員会が提案。県への働きをかけ、1979年（昭和54年）に「一万か人集会場特別委員会」を設置した。1981年（昭和56年）、県にコンサート・行事・各種大会などを構想、劇場形式のホールや多目的集会場を備えることが望ましいと提案した。
愛媛県農業試験場を跡地として1983年（昭和58年）3月に着工、鹿島建設の施工により地下1階・地上5階建ての施設が完成し1986年（昭和61年）4月13日に杮落としされた。それまでの西日本最大のホールだった大阪市のフェスティバルホールを超える3,000名収容のメインホールは、全国規模の学会や、コンサート、オーケストラの演奏会などが行われる。また、サブホールも1000名収容可能。真珠の間では展示場や会議、パーティーができる。
愛媛銀行が2008年（平成20年）11月1日から命名権を得て「ひめぎんホール」の愛称で呼ばれていたが、改修工事に合わせて2019年3月31日をもって契約を廃止した。
本館は2019年4月1日から1年間にかけて大規模改修工事を行い、2020年（令和2年）4月1日に再オープン、記念式典の開催は新型コロナウイルス感染症の予防・拡大防止のため中止となった。
本館のレストランは「レストランオレンジ」だったが、2020年4月から「Caf=&Dining Orange(カフェアンドダイニング オレンジ)」に変更した。

## 交通アクセス
- 伊予鉄道城南線南町停留場下車